# えくれあエクレット
えくれあエクレットは、2015年にデビューした日本のアイドルグループ。マネジメント会社はSound R・E・C。
山口県、福岡県を拠点に活動している。Sound R・E・C新感覚アイドルユニット。
デビューシングルは「お気に召しまして?マイダーリン」。

## 概要
山口県・福岡県を中心に活動するアイドルユニット。
楽曲制作（作詞・作曲）はプロデューサーのhiro.cが担当している。
プレデビュー期間を経て、2015年11月28日に正式にデビューする。
デビューライブは山口県防府市のライブハウスK:TRACKにて行う。
2019年5月12日には、「TOKYO IDOL FESTIVAL 2019全国選抜LIVE」の中国・四国ブロック決勝ライブにおいて4位まで勝ち残る。
2019年10月26日福岡県北九州市のライブハウスとのコラボ企画の第1弾としてタピオカドリンクのテイクアウト専門店「ガーラ」をオープンする。(店長：神埼亜祐)
2020年7月18日の「TOKYO IDOL FESTIVAL 2020全国選抜LIVE」の中国・四国ブロックでは念願の優勝を勝ち取り、同年10月3日「TIFオンライン2020」(LOFT STAGE・SKY STAGE)に出演する。
同年9月24日フジテレビにて放送された「この指と～まれ！season4」に「TOKYO IDOL FESTIVAL 2020全国選抜LIVE」の中国・四国ブロック優勝者としてリモート出演する。
2024年8月3日株式会社 山口茶業が生産する山口県産のお茶（小野茶）のコラボアイドルに任命される。
山口県・福岡県を中心に各地で精力的にライブを行っている。

## メンバー
| 名前                      | 愛称       | メンバーカラー | 生年月日              | 血液型 | Twitter       | 特技             |
| ------------------------- | ---------- | -------------- | --------------------- | ------ | ------------- | ---------------- |
| 玉森 叶夢 たまもり かなめ | たまちゃん | えくエク橙色   | 2000年9月6日（24歳）  | AB型   | @sr_023orange | 色々な楽器の演奏 |
| 神埼 亜祐 かんざき あゆ   | あゆゆ     | えくエク緑色   | 2000年11月6日（24歳） | AB型   | @sr_012green  | クライミング     |
| 由稀川 すず ゆきかわ すず | ず         | えくエク藍色   | 2005年1月6日（20歳）  |        | @sr_031azure  | 人の話を聞く     |
| 真中 ゆう まなか ゆう     | ゆ         | えくエク黄色   | 2008年1月30日（17歳） |        | @sr_033yellow | イラストを描く   |
| 宙夢 磨奈 そらゆめ まな   |            | 赤色           | 2010年2月12日（15歳） |        | @sr_035red    | 体が柔らかい     |
| 二葉 あやか ふたば あやか |            | すみれ色       | 2008年2月9日（17歳）  |        | @sr_036violet | 料理             |

### 過去のメンバー
| 名前                      | 愛称       | メンバーカラー              | 生年月日               | 血液型 | 特技                       | 活動期間                      |
| ------------------------- | ---------- | --------------------------- | ---------------------- | ------ | -------------------------- | ----------------------------- |
| 日向 茉優                 | ゆんゆん   | えくエク青色                | 1996年9月28日（28歳）  |        |                            | 初期 - 2015年12月             |
| 宮月 亜紀                 | あっきー   | えくエク赤色                | 1999年9月10日（25歳）  | O型    | お菓子作り                 | 初期 - 2016年3月              |
| 大中 望音                 | もね       | えくエク青色→菫色           | 1996年5月11日（29歳）  | O型    | ダンス・絵を描くこと       | 初期 - 2016年6月              |
| 乙和 すんり               | すんり     | えくエク緑色                | 2000年9月21日（24歳）  | A型    | 綿菓子をたくさん食べる     | 初期 - 2017年6月              |
| 立花 優香                 | ゆうか     | えくエク山吹色              | 1996年3月9日（29歳）   | O型    | ものまね                   | 初期 - 2017年7月3日           |
| 小野 綾香                 | あーちゃん | えくエク緋色                | 1995年4月2日（30歳）   | O型    | ゲーム                     | 初期 - 2017年7月30日          |
| 諸星 美希                 | みっきぃ   | えくエク空色                | 2000年1月16日（25歳）  | A型    | お料理                     | 初期 - 2017年7月30日          |
| 七瀬 茉紘                 | まひろん   | えくエク菫色→えくエク天鵞絨 | 2000年8月30日（24歳）  | O型    | ダンスの早覚え             | 初期 - 2017年8月              |
| 柴田 ゆいか               | ゆいか     | えくエク菫色                | 2000年2月21日（25歳）  | A型    | 睡眠                       | 2017年5月21日 - 2018年1月14日 |
| 佐藤 ありす               | ありす     | えくエク青色                | 1997年11月5日（27歳）  | A型    | バスケ・水泳・クラリネット | 2016年3月 - 2018年3月8日      |
| 村瀬 未莉                 | みのりん   | えくエク黄色                | 1998年3月25日（27歳）  | O型    | カレーを作ること           | 初期 - 2018年6月3日           |
| 七季 ゆら                 | ゆら       | えくエク菫色                | 1996年2月4日（29歳）   | AB型   | テナーサックス・ピアノ     | 2018年3月25日 - 2018年8月     |
| 成瀬 愛美 なりせ まなみ   | まなみん   | えくエク赤色                | 1997年4月20日（28歳）  | A型    | 大声で笑う事               | 2016年3月 - 2022年3月27日     |
| 椎名 くらら しいな くらら | キャサリン | えくエク藍色                | 2002年1月26日（23歳）  | A型    | 体操・ハンドメイド         | 2018年8月 - 2022年8月         |
| 白井 みほ しらい みほ     | みぽんご   | えくエク黄色                | 2002年12月18日（22歳） | B型    | 寝ること                   | 2018年12月 - 2023年2月        |
| 日向 彩乃 ひなた あやの   | あやのん   | えくエク水色                | 2004年7月6日（20歳）   | B型    | トランペット               | 2019年6月 - 2023年6月         |
| 浅野 ゆい あさの ゆい     | ジョン     | えくエク菫色                | 2004年3月26日（21歳）  | B型    | バスケ                     | 2019年6月 - 2024年7月         |

## 発表作品

### シングル
| 枚  | リリース日     | タイトル                       |
| --- | -------------- | ------------------------------ |
| 1st | 2015年11月28日 | お気に召しまして？マイダーリン |

### フルアルバム
| 枚  | リリース日    | タイトル  |
| --- | ------------- | --------- |
| 1st | 2018年2月23日 | Le Mirage |

### コラボレーションCD
| 枚 | リリース日    | タイトル                     |
| -- | ------------- | ---------------------------- |
|    | 2016年8月27日 | Sound R・E・C PRESENTS Vol.1 |
|    | 2019年5月29日 | 新天使革命 Type-B            |
|    | 2022年6月26日 | Sound R・E・C PRESENTS Vol.2 |